# 20/20 (Lil Tjay)
20/20 è un singolo del rapper statunitense Lil Tjay, pubblicato il 1º gennaio 2020.

## Tracce
1. 20/20 – 3:53